# Узуну
Узуну (рум. Uzunu) — село у повіті Джурджу в Румунії. Входить до складу комуни Келугерень.
Село розташоване на відстані 34 км на південь від Бухареста, 27 км на північ від Джурджу.

## Населення
За даними перепису населення 2002 року у селі проживали 1682 особи. Рідною мовою 1681 особа (99,9%) назвала румунську.
Національний склад населення села:
| Національність | Кількість осіб | Відсоток |
| -------------- | -------------- | -------- |
| румуни         | 1667           | 99,1%    |
| цигани         | 14             | 0,8%     |